# Чалбун

Чалбун — река в России, протекает в Опаринском районе Кировской области. Устье реки находится в 278 км по левому берегу реки Молома. Длина реки составляет 25 км, площадь водосборного бассейна 98,3 км².
Исток реки в лесах в 17 км к юго-западу от посёлка Опарино. Река течёт по ненаселённому лесу на юго-запад и юг, русло сильно извилистое. Впадает в Молому у деревни Чалбун.

## Данные водного реестра
По данным государственного водного реестра России относится к Камскому бассейновому округу, водохозяйственный участок реки — Вятка от города Киров до города Котельнич, речной подбассейн реки — Вятка. Речной бассейн реки — Кама.
По данным геоинформационной системы водохозяйственного районирования территории РФ, подготовленной Федеральным агентством водных ресурсов:
- Код водного объекта в государственном водном реестре — 10010300312111100035300
- Код по гидрологической изученности (ГИ) — 111103530
- Код бассейна — 10.01.03.003
- Номер тома по ГИ — 11
- Выпуск по ГИ — 1